# Los Cristianos
Los Cristianos és una població situada al municipi d'Arona, a l'illa de Tenerife, Canàries, Espanya. És un dels principals núclis turístics de Tenerife i de les illes Canàries. Al juliol de 2017 tenia 21.235 habitants, i és la localitat amb més població del municipi d'Arona, de 93.493 habitants, i del sud de l'illa de Tenerife. Juntament amb les localitats de Playa de Las Américas i Costa Adeje formen el centre turístic més important de les Illes Canàries, amb prop de 5 milions de visitants cada any.
Del primer assentament de població neix el port de Los Cristianos, fonamental per al desenvolupament del poble pesquer. Actualment el port de Los Cristianos ocupa el primer lloc d'Espanya en tràfic de passatgers, comunicant amb línies regulars de transport marítim les illes de La Gomera, El Hierro i La Palma amb aquesta població.

## Característiques
Los Cristianos és una localitat costanera i turística, ubicada en una plana entre les elevacions de Montaña Chayofita —paratje d'interès turístic— i Montaña de Guaza —espai natural protegit. La capital municipal, Arona, es troba a 9 quilòmetres al nord. Està formada pels núclis de població de Los Cristianos i Oasis del Sur Té quatre platges: Los Cristianos, Las Vistas, Los Tarajales i El Callao.
Los Cristianos, prop d'una altra zona turística como és Playa de Las Américas, ha experimentat una forta expansió urbanística al voltant del seu port i platja. Té una gran oferta d'allotjaments turístics de totes les categories.
Una part de la superficie de Los Cristianos es troba dins l'espai natural protegit del Monumento Natural de la Montaña de Guaza.

## Clima
Los Cristianos presenta un clima subtropical sec amb escassa variació entre les diferents estacions. La temperatura màxima mitjana del mes més caluros, agost, és de 29 °C i la temperatura màxima del mes més fred, gener, és de 23 °C; la temperatura mínima mitjana d'ambdós mesos és de 23 i 16 °C respectivament. Tot i així es poden presentar fenòmens adversos, com un ascens acusat de la temperatura degut als vents d'origen est i sud-oest que porten la calitja (pols en suspens provinent del desert del Sàhara); això és més habitual als mesos d'estiu però pot ocòrrer en qualsevol época de l'any. La temperatura no acostuma a superar els 32 graus centígrads.
| Dades climàtiques a Los Cristianos (1982-2012) | Dades climàtiques a Los Cristianos (1982-2012) | Dades climàtiques a Los Cristianos (1982-2012) | Dades climàtiques a Los Cristianos (1982-2012) | Dades climàtiques a Los Cristianos (1982-2012) | Dades climàtiques a Los Cristianos (1982-2012) | Dades climàtiques a Los Cristianos (1982-2012) | Dades climàtiques a Los Cristianos (1982-2012) | Dades climàtiques a Los Cristianos (1982-2012) | Dades climàtiques a Los Cristianos (1982-2012) | Dades climàtiques a Los Cristianos (1982-2012) | Dades climàtiques a Los Cristianos (1982-2012) | Dades climàtiques a Los Cristianos (1982-2012) | Dades climàtiques a Los Cristianos (1982-2012) |
| Mes                                            | gen                                            | febr                                           | març                                           | abr                                            | maig                                           | juny                                           | jul                                            | ag                                             | set                                            | oct                                            | nov                                            | des                                            | anual                                          |
| ---------------------------------------------- | ---------------------------------------------- | ---------------------------------------------- | ---------------------------------------------- | ---------------------------------------------- | ---------------------------------------------- | ---------------------------------------------- | ---------------------------------------------- | ---------------------------------------------- | ---------------------------------------------- | ---------------------------------------------- | ---------------------------------------------- | ---------------------------------------------- | ---------------------------------------------- |
| Màxima mitjana °C (°F)                         | 23.2 (73.8)                                    | 23.4 (74.1)                                    | 24.0 (75.2)                                    | 24.2 (75.6)                                    | 25.5 (77.9)                                    | 27.5 (81.5)                                    | 28.1 (82.6)                                    | 29.4 (84.9)                                    | 28.9 (84)                                      | 27.1 (80.8)                                    | 25.1 (77.2)                                    | 24.1 (75.4)                                    | 26 (79)                                        |
| Mitjana diària °C (°F)                         | 20.2 (68.4)                                    | 20.4 (68.7)                                    | 21.2 (70.2)                                    | 22.6 (72.7)                                    | 23.9 (75)                                      | 24.8 (76.6)                                    | 25.2 (77.4)                                    | 26.1 (79)                                      | 26.0 (78.8)                                    | 24.6 (76.3)                                    | 22.0 (71.6)                                    | 21.0 (69.8)                                    | 23 (73)                                        |
| Mínima mitjana °C (°F)                         | 16.0 (60.8)                                    | 16.2 (61.2)                                    | 17.8 (64)                                      | 18.1 (64.6)                                    | 19.3 (66.7)                                    | 20.2 (68.4)                                    | 21.3 (70.3)                                    | 22.8 (73)                                      | 22.7 (72.9)                                    | 21.1 (70)                                      | 19.0 (66.2)                                    | 17.0 (62.6)                                    | 19.2 (66.6)                                    |
| Precipitació mitjana mm (polzades)             | 48 (1.89)                                      | 43 (1.69)                                      | 28 (1.1)                                       | 15 (0.59)                                      | 3 (0.12)                                       | 2 (0.08)                                       | 0 (0)                                          | 0 (0)                                          | 10 (0.39)                                      | 24 (0.94)                                      | 52 (2.05)                                      | 57 (2.24)                                      | 282 (11.1)                                     |
| Font: Climate-data.org                         |                                                |                                                |                                                |                                                |                                                |                                                |                                                |                                                |                                                |                                                |                                                |                                                |                                                |

## Demografia
| Any       | 2000  | 2001   | 2002   | 2003   | 2004   | 2005   | 2006   | 2007   | 2008   | 2009   | 2010   | 2011   | 2012   | 2013   | 2014   | 2015   | 2016   | 2017   |
| --------- | ----- | ------ | ------ | ------ | ------ | ------ | ------ | ------ | ------ | ------ | ------ | ------ | ------ | ------ | ------ | ------ | ------ | ------ |
| Habitants | 9.851 | 10.943 | 13.514 | 14.263 | 14.864 | 16.187 | 16.883 | 17.344 | 18.234 | 19.039 | 19.383 | 18.754 | 19.314 | 20.150 | 20.289 | 20.506 | 21.162 | 21.235 |

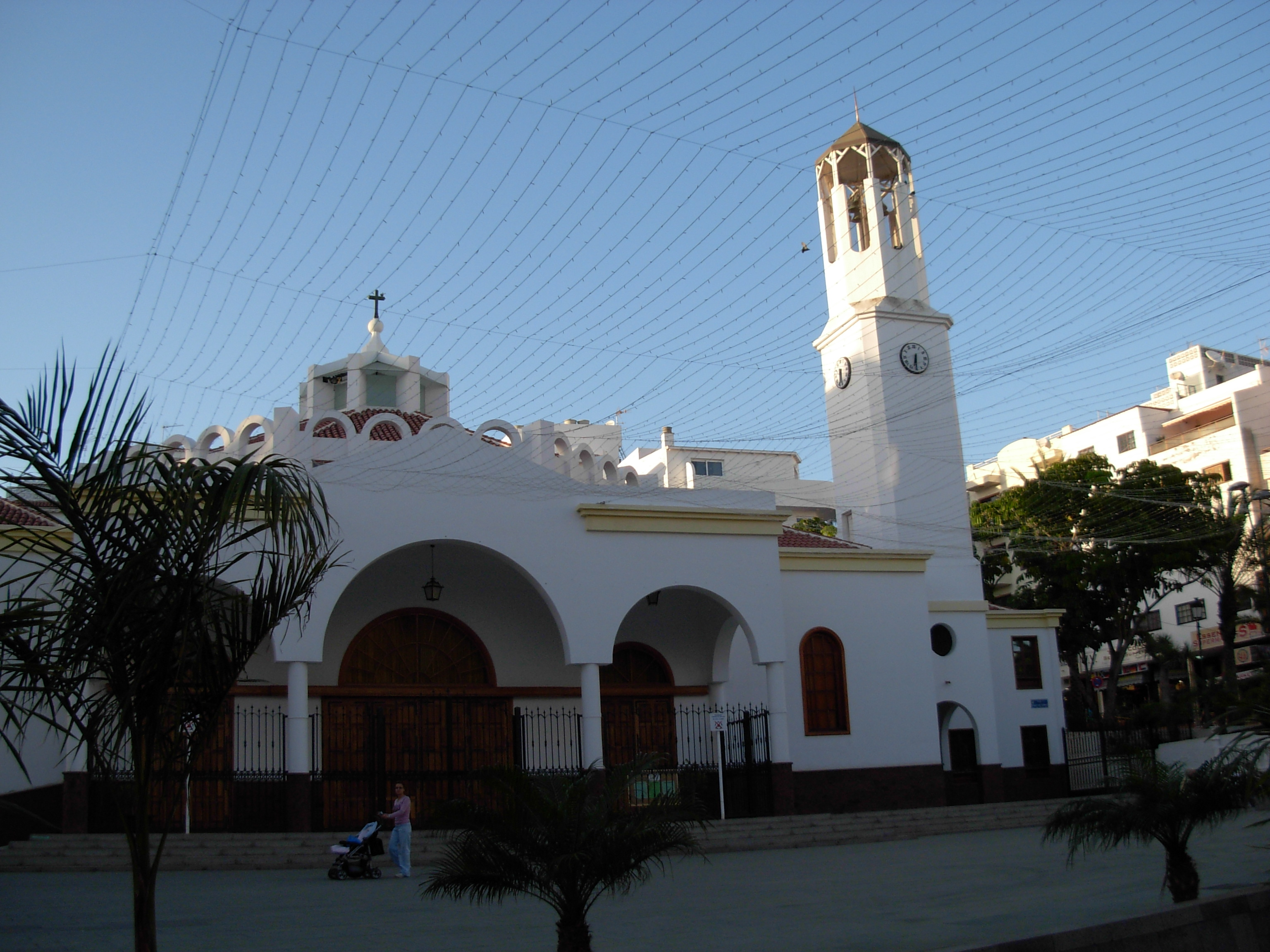
Església parroquial de Ntra. Sra. del Carmen.
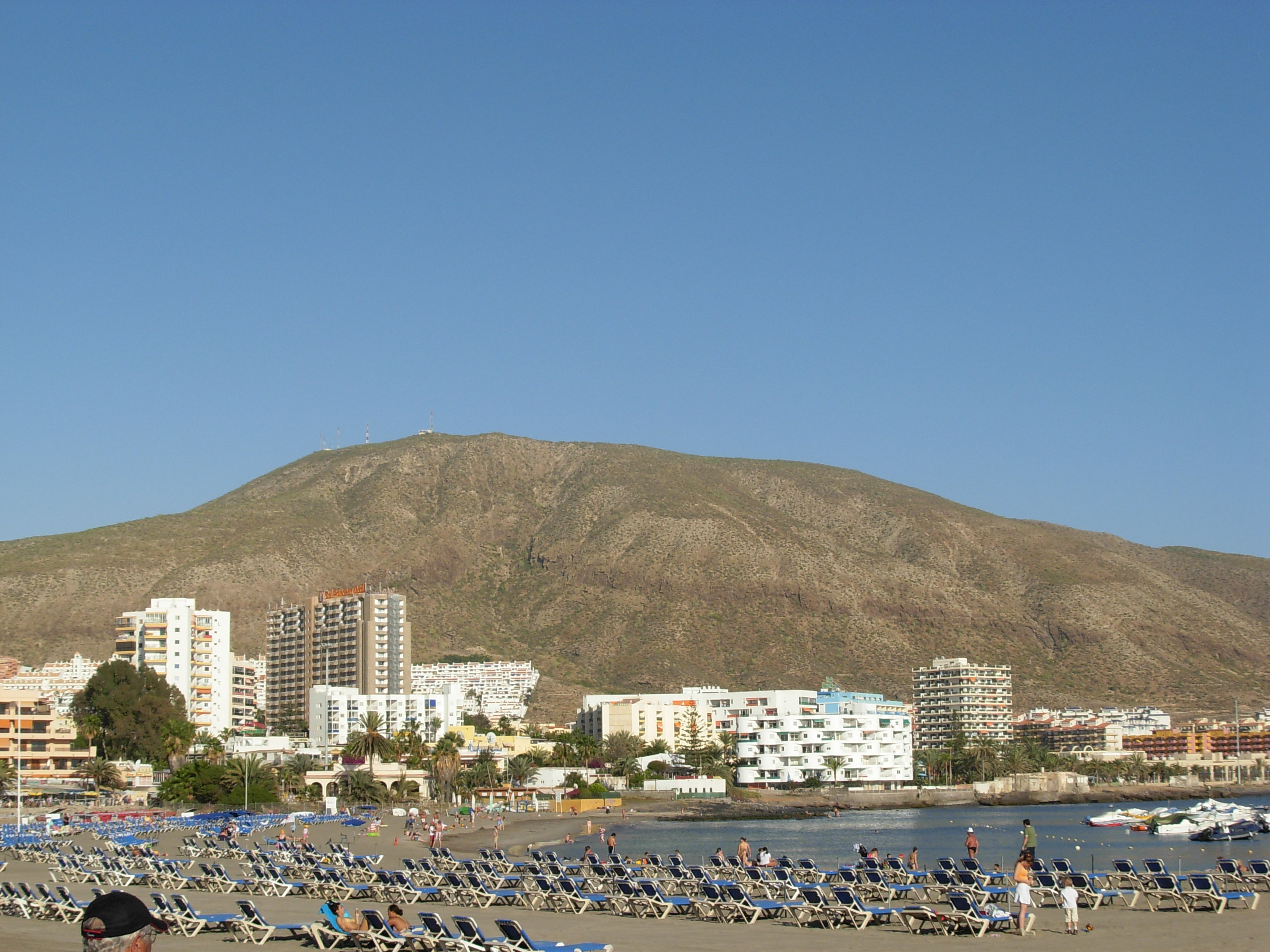
Platja de Los Cristianos.
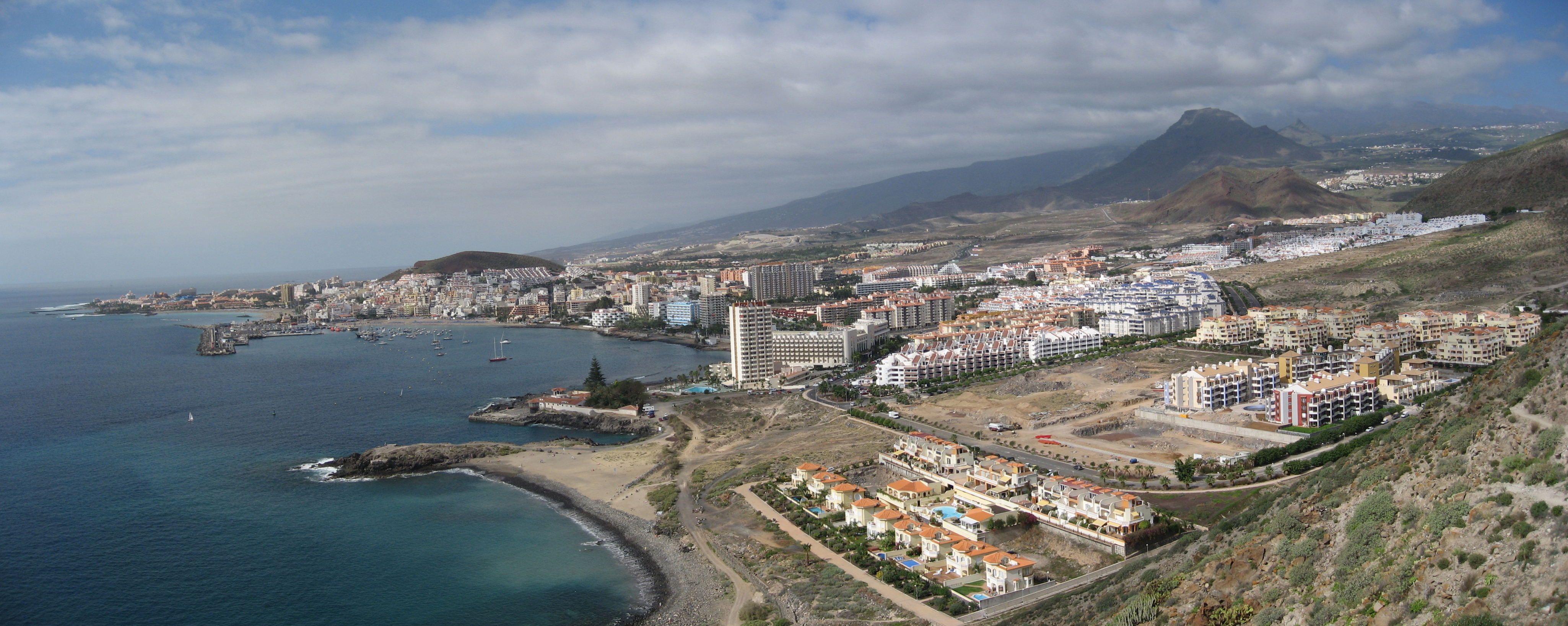
Vista de Los Cristianos des de la Montaña de Guaza.
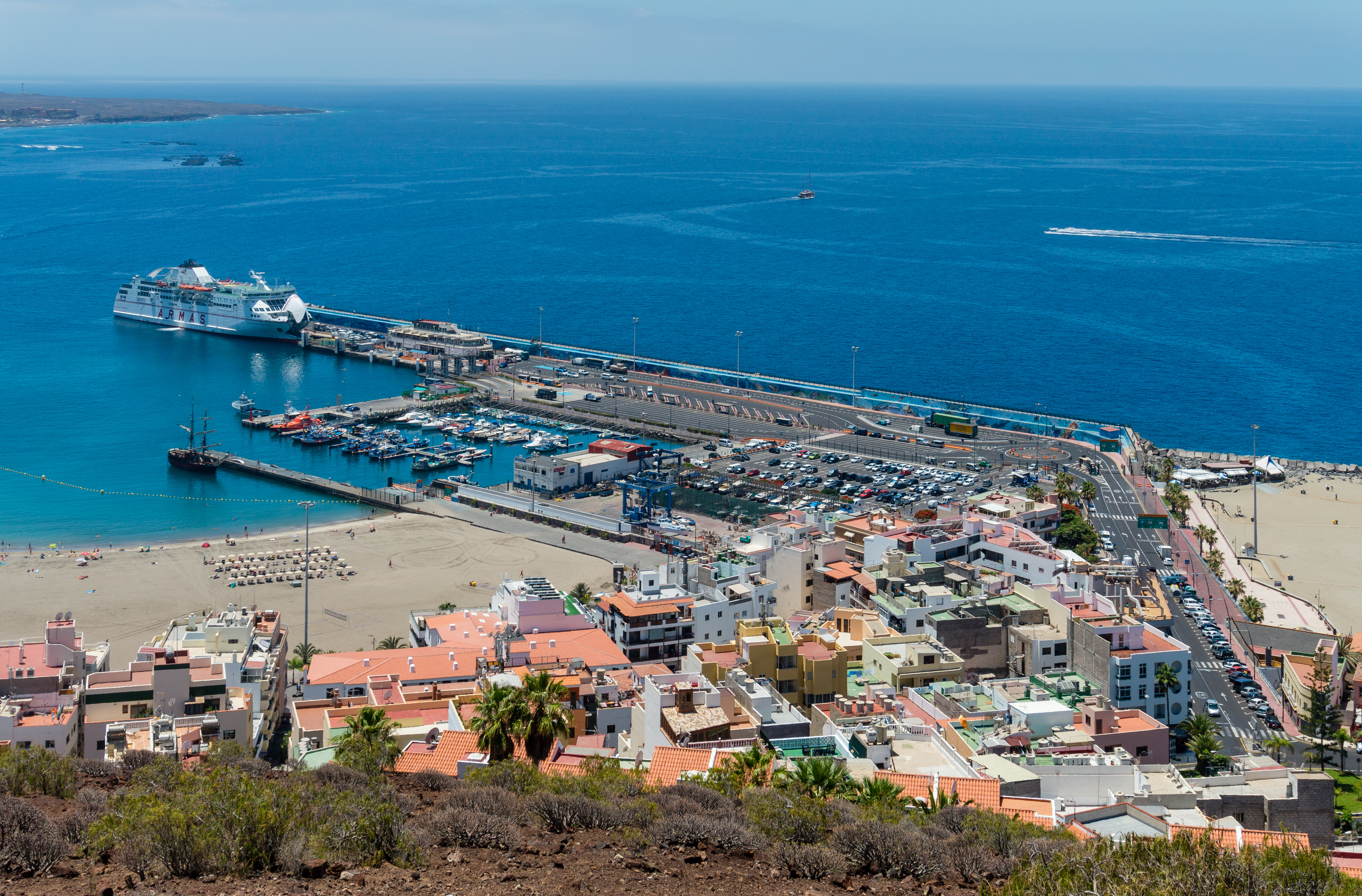
Port de Los Cristianos, des de Montaña Chayofita
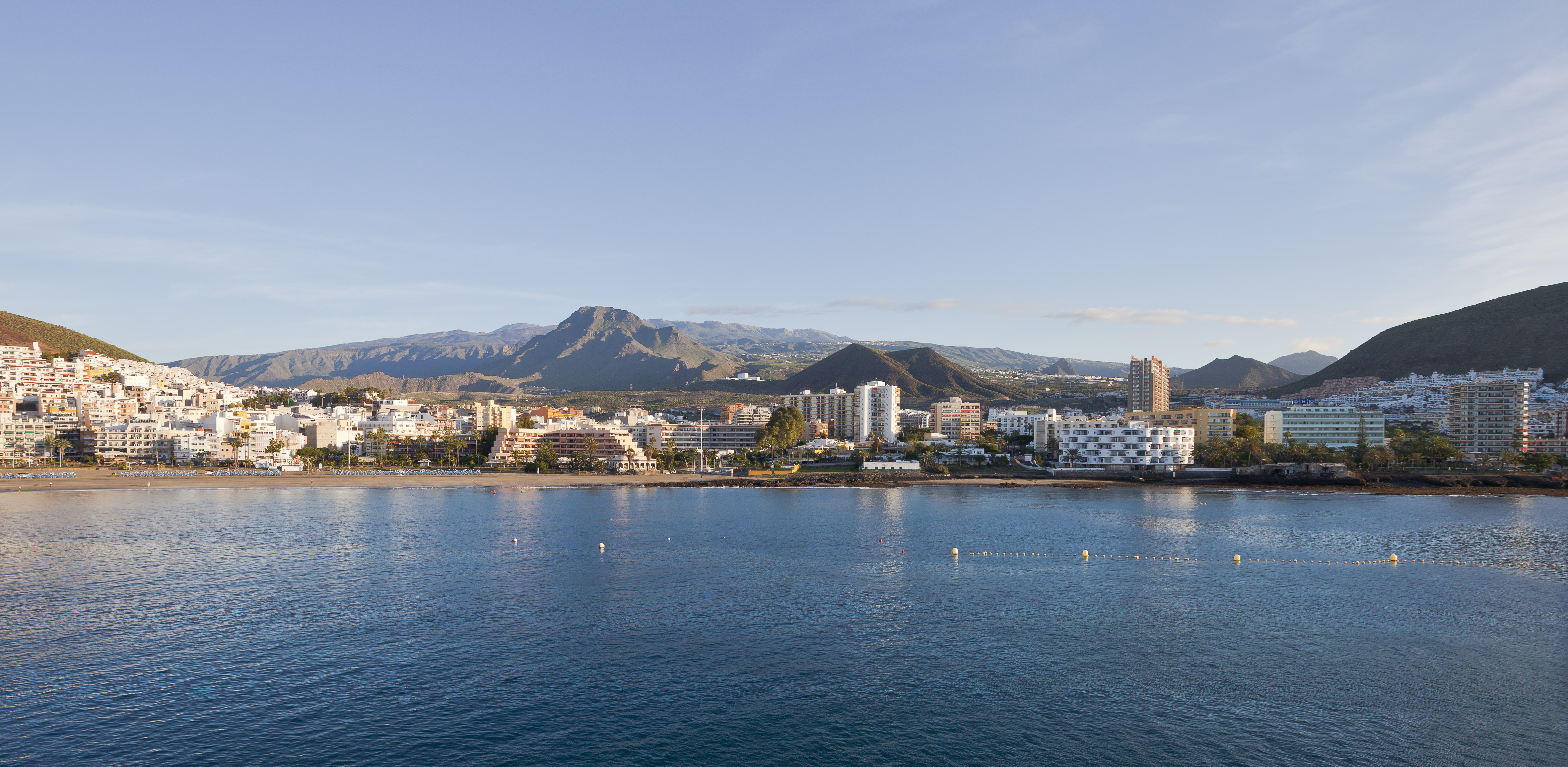
Badia de Los Cristianos

## Economía
Los Cristianos és un important nucli turístic que atrau a cents de milers de visitants cada any. També és el principal nucli comercial del sud de Tenerife i un important centre de transport marítim, ja que connecta amb les iiles de La Palma, La Gomera i Hierro.

### Port de Los Cristianos
El port de Los Cristianos ocupa el primer lloc d'Espanya per tràfic de passatgers pels seus enllaços amb els ports de San Sebastián de La Gomera, La Estaca i Santa Cruz de La Palma. També hi ha embarcacions que es dediquen a la pràctica d'excursions turístiques pels voltants, com als penya-segats de Los Gigantes i Masca.

## Distàncies
| Destí                  | km |
| ---------------------- | -- |
| Adeje                  | 11 |
| Aeroport Tenerife Nord | 88 |
| Aeroport Tenerife Sud  | 17 |
| Buenavista del Norte   | 74 |
| Candelaria             | 59 |
| El Médano              | 23 |
| El Teide               | 63 |
| Garachico              | 68 |
| Guía de Isora          | 22 |
| Icod de los Vinos      | 58 |
| La Laguna              | 87 |
| Los Gigantes           | 60 |
| Puerto de la Cruz      | 81 |
| Santa Cruz de Tenerife | 77 |
| Santiago del Teide     | 39 |
| Vilaflor               | 41 |